# Teologia espiritual
A teologia espiritual é uma parte da teologia cristã que estuda a perfeição, espiritualidade e vida cristãs como realidades dinâmicas, isto é, como caminhada de configuração da personalidade humana, sob a ação do Espírito Santo, até esta atingir a santidade e, inclusivamente, a perfeição.
Por isso, esta teologia preocupa-se das atitudes e comportamentos pelos quais o homem entra em relação consciente com Deus, bem como, num contexto diferido, dos meios que tornam possível ou facilitam esta relação espiritual.
O caminho espiritual da Igreja, a Tradição, a Bíblia são as fontes principais da teologia espiritual.
A teologia espiritual engloba a teologia ascética, que estuda a ascética e tem por objeto próprio a teoria e a prática da perfeição cristã até aos umbrais da contemplação infusa; e a teologia mística, que estuda a mística e tem por objeto a teoria e a prática da vida contemplativa.
A teologia espiritual, apesar de ser considerada por algumas pessoas uma teologia prática, associa-se mais à também à teologia especulativa e à teologia sistemática.